# Die Abenteuer des Baron Münchhausen
Die Abenteuer des Baron Münchhausen ist ein deutsch-britischer Fantasy-Film des Regisseurs Terry Gilliam aus dem Jahre 1988. Der Film basiert lose auf den Geschichten um den sogenannten Lügenbaron Hieronymus Carl Friedrich von Münchhausen. Die Uraufführung fand am 8. Dezember 1988 in Deutschland statt.

## Handlung
Das Zeitalter der Aufklärung: Eine namenlose europäische Stadt am Meer wird im späten 18. Jahrhundert von den Türken belagert. Der Kampf scheint aussichtslos, doch der Bürgermeister, der unentwegt von Logik und Vernunft schwadroniert, will nicht aufgeben. Um die Leute abzulenken, spielt eine Gruppe fahrender Schauspieler in einem zerstörten Theater ein Stück: Die Abenteuer des Baron Münchhausen. Münchhausens Geschichten werden dabei stark ins Lächerliche gezogen, bis plötzlich ein alter Mann erbost ins Theater stürmt und fordert, die Bühnenaufführung abzubrechen. Denn der fremde Greis behauptet, der echte Baron Münchhausen zu sein, und seine Abenteuer hätten sich wie in dem Theaterstück dargestellt nie wirklich zugetragen. Außerdem könne nur er den Konflikt mit den Türken beilegen, denn er sei auch die Ursache.
Dann beginnt der Baron von der Vergangenheit zu erzählen, und während seiner Erzählungen tauchen alle anwesenden Zuhörer in die Geschichte ein: Während eines Aufenthalts beim türkischen Sultan hatte der Baron einst eine Wette abgeschlossen, dass er einen besseren Wein beschaffen könne, als der Sultan besitze. Bertold, einer der Diener des Barons, gespielt von Schauspieler Eric Idle, und der schnellste Mann der Welt, rannte daraufhin pfeilschnell vom Orient nach Wien, um innerhalb einer Stunde einen Wein aus dem kaiserlichen Besitz zu besorgen. Als Belohnung für die gewonnene Wette durfte der Baron anschließend so viel aus der Schatzkammer des Sultans mitnehmen, wie sein stärkster Mann tragen konnte. Des Barons Diener Albrecht, ein hoch gewachsener Hüne, war dermaßen muskulös, so dass er das gesamte Gold der Schatzkammer auf seinen breiten Schultern davontragen konnte. Das machte den Sultan wütend, und seither jagt er den Baron.
An dieser Stelle wird die Erzählung unterbrochen – die Kugeln der Türken schlagen im Theater ein und vertreiben das Publikum. Der Baron hingegen verspricht, Hilfe zu holen. Aus der Unterwäsche der Damen fertigt er einen Heißluftballon, mit dem er, zusammen mit der Tochter des Direktors der Theatergruppe, Sally, losfliegt. Der Ballon fliegt bis zum Mond, wo die beiden auf den riesigen Mondkönig treffen. Doch dieser ist ob seiner Gespaltenheit verrückt geworden: Er kann seinen Kopf vom Körper trennen. Sein Kopf macht lieber geistige Dinge – und sein Körper körperliche. Der allein schwebende Kopf ist der Überzeugung, der „König von jedem und allerlei“ zu sein, und lässt den Baron in einen riesigen Vogelkäfig einsperren.
Da nähert sich sein Körper, zusammen mit der Königin. Sein Körper fängt den Kopf ein, und sofort denkt der König nur noch an „Körperliches“ und verschwindet mit der Königin im Bett. Im Käfig findet der Baron einen weiteren Gefangenen: seinen alten Diener Bertold. Da nähert sich der Kopf der Königin und befreit die drei. Sie überlässt dem Baron eine meterlange Locke ihres Haares, damit sie sich an dieser Strähne wie an einem Seil zurück auf die Erde abseilen können. Allmählich entwickelt sich zwischen Baron Münchhausen und dem Gauklermädchen Sally eine generationenübergreifende Freundschaft. Nach dem Ausbruch der Gefangenen macht der wütende Mondkönig mit einem dreiköpfigen Greif Jagd auf den Baron und seine Begleiter. Da sie allerdings in drei verschiedene Richtungen rennen, zerreißt es den Greif, weil seine drei Köpfe jeweils einem anderen Flüchtenden hinterher wollen. Der König stürzt ab, aus dem Krater seines Absturzes entschwebt – endlich von Körper befreit – der Kopf und verkündet, er sei omnipotent und könne ohne den Körper leben. Doch schon bekommt er Schwierigkeiten, als es ihm in der Nase juckt und ihm die Hände des Körpers fehlen, sich in der Nase zu kratzen.
Währenddessen seilen sich der Baron, Sally und Bertold an der Spitze des sichelförmigen Mondes ab. Leider reicht das Haar von der Länge her nicht, als der Baron oben ein Stück abschneidet, um es unten anzuknüpfen, stürzt das Trio ab. Sie fallen zurück auf die Erde, direkt in den Kegel des Vulkans Ätna, der erloschen scheint. Tief dort unten ist Vulcan, der römische Gott des Feuers, gerade dabei, mit seinen Zyklopen über Arbeitsbedingungen und Gehälter zu diskutieren, so lange liegen sie im Streik. Sally fragt, was sie denn herstellen, und Vulcan erklärt, das seien Waffen. Ganz neu sei eine transkontinentale Rakete, die durch die Luft fliegt und in sicherer Entfernung alle Gegner tötet und ihre Tiere und alle Häuser zerstört, und man müsse nur auf einen Knopf drücken. Als er seinen Gästen Tee anbietet, kommt der massige Albrecht, der ehemalige starke Diener des Barons, mit einem Teewagen herein. Er wolle eigentlich keine schweren Sachen mehr herumtragen, erklärt er, denn tief in seiner Seele sei er im Grunde sensibel. In diesem Moment kommt Vulcans Frau Venus hinzu, die sofort heftig mit dem Baron zu flirten beginnt. Vulcan wird darüber so eifersüchtig, dass er seine Gäste einschließlich Albrecht ins Meer wirft.
Die vier stürzen durch die Erdmitte hindurch und kommen auf der anderen Seite der Erde im Ozean wieder heraus, wo sich ein Seeungeheuer auf sie stürzt und sie verschluckt. In dessen Bauch treffen sie die beiden letzten Diener des Barons wieder, nämlich Adolphus mit den ehemals scharfen Adleraugen und Gustavus mit dem einst außergewöhnlichen Gehör. Doch als der Baron verlangt, man müsse nun zurückkehren, um gegen die Türken zu kämpfen, ist keiner so recht begeistert. Der Baron entlässt eine Prise Schnupftabak in die Luft, das Seeungeheuer muss niesen, und die Gefährten werden an den Strand vor der Stadt und dem türkischen Lager geschleudert.
Da immer noch keiner bereit ist, ihm zu helfen, geht der Baron allein zum Sultan und bietet seinen Kopf für den Henker an. Er unterbricht damit die Kapitulationsverhandlungen des Bürgermeisters, die dieser auf Vernunft und Logik gründen will. Doch der Kopf des Barons reicht dem Sultan. Er lässt eine Hinrichtung vorbereiten, die allerdings von den Dienern des Barons unterbrochen wird. Sie haben ihre Motivation wiedergefunden, und jeder kämpft mit seinen besonderen übernatürlichen Kräften, bis die Türken nur noch fliehen können.
Ein Triumphzug wird in der Stadt vorbereitet. Doch der böswillige Bürgermeister gönnt dem Baron den Triumph nicht und erschießt ihn hinterrücks. Der Baron ist tot und wird begraben.
Und in diesem Moment findet man sich zurück auf der Theaterbühne vom Anfang. Lachend erklärt der Baron Münchhausen, dies sei nicht die einzige Gelegenheit gewesen, bei der er dem Tod ins Auge blicken konnte – und er würde es jederzeit weiterempfehlen. Es wird klar, alle die Abenteuer waren nur eine große Geschichte des Barons. Dennoch fordert er, man solle vor die Stadt ziehen und die Tore öffnen. Gegen den Widerstand der Wachen und des Bürgermeisters setzen die Leute sich durch, die Tore werden geöffnet. Und siehe da, das Lager der Türken wurde vernichtet, die Türken sind geflohen. Der Baron setzt sich auf sein Pferd Bucephalus, bevor er davonreitet, fragt Sally ihn: „Es war also doch nicht nur eine Geschichte?“ Der Baron antwortet nicht, sondern reitet in den Sonnenuntergang davon.

## Produktionsnotizen
Auf die Idee, einen eigenen Spielfilm über Baron Münchhausen zu drehen, kam der Regisseur Terry Gilliam durch einen Prospekt des British Film Institute, in dem ein Foto des tschechischen Münchhausen-Films Baron Prášil von Regisseur Karel Zeman aus dem Jahre 1961 abgebildet war, der als Hintergrundkulissen die klassischen Münchhausen-Zeichnungen des Illustrators Gustave Doré verwendete. Die Dreharbeiten für Gilliams filmische Interpretation des Münchhausen-Stoffes fanden in Italien und in Spanien statt.
In der Nähe der südspanischen Hafenstadt Almería, wo der Regisseur Sergio Leone viele seiner Westernfilme gedreht hatte, nahm die Filmcrew jene panoramahaften Landschaftsbilder auf, die am Anfang des Filmes Die Abenteuer des Baron Münchhausen zu sehen sind. Bei der Anreise der Filmcrew blieben die Kostüme der Hauptdarsteller wegen eines Streiks der dortigen Zollbeamten vorübergehend am Flughafen von Barcelona hängen.
Die Szenen, die in der brennenden und kriegszerstörten Stadt mit dem barocken Theater spielen, wurden in der Gemeinde Belchite aufgezeichnet. Jene Szenen, die sich innerhalb des bombardierten Theaters zutragen, wurden jedoch mittels eines eigens aufgebauten Sets in dem römischen Filmstudio-Komplex Cinecittà aufgenommen. Das Set des türkischen Zeltlagers wurde in der Bucht von Mónsul aufgebaut und die Endszenen dort aufgenommen. Für das Design der verschnörkelten und detailreichen Kulissen war der Szenenbildner Dante Ferretti verantwortlich. Als Maskenbildner arbeiteten Maggie Weston, die Ehefrau von Terry Gilliam, und Fabrizio Sforza an dem Film mit, die für ihre künstlerische Leistung eine Oscar-Nominierung erhielten.
Der Film orientiert sich streckenweise an der deutschen Münchhausen-Verfilmung von 1943.

### Besetzung
Die Hauptrolle des kleinen Gauklermädchens Sally Salt besetzte Gilliam mit der kanadischen Schauspielerin Sarah Polley, die zuvor in einer Fernsehserie namens Ramona mitgewirkt hatte, wegen ihrer damals kindlich lückenhaften Milchzähne. Wegen der ständigen Explosionen im Rahmen der Kampfszenen hatte die Hauptdarstellerin Sarah Polley während der Dreharbeiten am Set oft Angst empfunden, weshalb sie froh war, als die Dreharbeiten abgeschlossen waren und sie wieder nach Hause reisen durfte. Ursprünglich sollte die Rolle des Vulcan, dem römischen Gott des Feuers, von Marlon Brando übernommen werden, ging jedoch letztlich kurz vor Drehbeginn an den Schauspieler Oliver Reed.
Die Rolle des Mondkönigs sollte ursprünglich Sean Connery spielen, doch der fand sie „wenig königlich“. Robin Williams, der als Ersatz einsprang, wird allerdings im Abspann nicht erwähnt; dort steht, den Mondkönig habe „Ray D. Tutto“ gespielt. Das ist ein Wortspiel, denn diesen Namen spricht man aus wie das Italienische „Re di Tutto“, das bedeutet „der König von allem“.

### Gestaltung einzelner Szenen
In einer Anfangsszene beschriftet das Gauklermädchen Sally mit einem Stift ein Veranstaltungsplakat, das am Sockel einer Pferdestatue klebt. An dieser Stelle sieht man links im Hintergrund, wie ein Gesetzesbrecher gehängt wird und eine weitere Person auf den Schultern des gehängten Mannes herumspringt. Zu Zeiten von öffentlichen Hinrichtungen dauerte es oftmals lange, bis bei am Galgen aufgehängten Straftätern der Tod eintrat, weshalb sich manchmal ein Helfer auf die Schultern des Delinquenten stellte, um den Sterbeprozess zu beschleunigen. Sowohl die schwarze Pferdestatue, die in den ersten Szenen erscheint, als auch der helle sichelförmige Mond, von dem sich Baron Münchhausen, Sally und Bertold hinab zur Erde abseilen, bestanden aus Styropor, wobei der sichelförmige Mond einige Stufen eingearbeitet bekam.
Für die Umsetzung der Szene, in der das Schiff von Baron Münchhausen in Dunkelheit über die sandige Mondoberfläche gleitet, füllte das Drehteam ein riesiges Bassin mit Wasser und Sand, aus dem anschließend das Wasser durch den Sand ablief und dadurch ein geeigneter mondhafter Boden entstand, durch den das Schiff mit einem Draht gezogen wurde.
In einer anderen Szene wirft der starke Albrecht den scharfsichtigen Adolphus auf eine hohe türkische Stadtmauer. Zur Verwirklichung dieser Szene sprang ein verkleideter Stuntman, der im Flug zudem kopfüber eine Drehung vollführte, von der Mauer herunter. Hinterher ließ die Filmcrew diese Aufnahme einfach rückwärtslaufen.
Im Laufe der Handlung taucht regelmäßig der Tod auf, dargestellt in Form eines Puppenmodells als schreiendes Skelett in schwarzer Robe mit Sense und Flügeln. Hergestellt wurde diese Puppe von dem dafür Oscar-nominierten Spezialeffekt-Künstler Richard Conway in Zusammenarbeit mit der Effekte-Firma Peerless Camera Company Ltd. Im Audiokommentar zum Spielfilm, der sich im Bonusmaterial der 2008 erschienenen DVD Die Abenteuer des Baron Münchhausen befindet, erklärt Terry Gilliam: „Wenn wir den Tod computeranimiert hätten, wäre er nicht so beeindruckend geworden. Eine echte Puppe oder ein wirklich vorhandenes Etwas, das mit den Flügeln schlägt, hat etwas Überraschendes. Aus dem Computer würde es nicht so seltsam wirken. Dann würde es vermutlich netter, präziser und womöglich schöner, aber nicht so lebendig wirken.“
Gegen Ende des Films, nachdem der perfide Bürgermeister, verkörpert von Jonathan Pryce, mit einem Gewehr den vom Volke gefeierten Baron Münchhausen ermordet hat, sieht man einen grauen Grabstein, auf dem eingraviert steht: Here lies Baron von Munchausen – Saviour of the City. Dabei handelt es sich um ein englischsprachiges Wortspiel, denn dieser Satz kann sowohl mit Hier liegt Baron Münchhausen, Retter der Stadt als auch mit Hier lügt Baron Münchhausen, Retter der Stadt bedeuten.
Im Abspann des Films erscheinen die Porträtfotos der Hauptdarsteller nebst Namen, in klassizistisch wirkenden Bilderrahmen. Gilliam wählte dieses grafische Gestaltungsmittel, um den Eindruck des Endes eines Theaterstücks zu erwecken, wenn alle Schauspieler hinter dem geschlossenen Vorhang nach vorne treten, um sich vor dem applaudierenden Publikum zu verbeugen.

## Synchronisation
| Rolle                         | Darsteller     | Synchronsprecher        |
| ----------------------------- | -------------- | ----------------------- |
| Baron von Münchhausen         | John Neville   | Friedrich W. Bauschulte |
| Desmond/Bertold               | Eric Idle      | Arne Elsholtz           |
| Venus/Rose                    | Uma Thurman    | Irina Wanka             |
| Bürgermeister Horatio Jackson | Jonathan Pryce | Peter Fricke            |
| Sultan                        | Peter Jeffrey  | Donald Arthur           |
| König des Mondes              | Robin Williams | Peer Augustinski        |

## Kommerzielle Ergebnisse
Die Produktionskosten betrugen schätzungsweise ca. 46,6 Millionen US-Dollar. Der Film spielte in den Kinos der USA ca. 8,08 Millionen US-Dollar ein. In Westdeutschland zählte man 618.780 Kinobesucher, in Spanien 606.635 Kinobesucher. Damit war der Film in kommerzieller Hinsicht ein großer Misserfolg. Einer der Gründe, warum der Film beim Publikum scheiterte, lag nach Meinung des Regisseurs Gilliam darin, dass zu wenige Kopien des Films, nämlich lediglich 117 Exemplare, an amerikanische Kinos verschickt wurden. Darüber hinaus sei von Columbia Pictures für den Film nicht ausreichend genug Werbung gemacht worden.

## Kritiken
Die Mehrheit der Kritiker äußerte sich positiv oder sogar enthusiastisch. Roger Ebert etwa bezeichnete den Film in der Chicago Sun-Times vom 10. März 1989 insgesamt als „gewaltig“ (vast), obwohl er manche Szenen „konfus“ und einige „langweilig“ fand. Er lobte die darstellerischen Leistungen und die Spezialeffekte.

## Auszeichnungen
Der Film wurde im Jahr 1990 in den Kategorien Bestes Szenenbild, Bestes Kostümdesign (Gabriella Pescucci), Beste visuelle Effekte und Bestes Make-up für den Oscar nominiert. Er gewann 1990 für das Szenenbild, für das Make-up und für die Kostüme den britischen BAFTA Award. Die Spezialeffekte wurden für den BAFTA Award nominiert.
Der Film wurde 1990 für den Hugo Award nominiert. Er wurde 1991 als Bester Fantasyfilm, für die Kostüme, für das Make-up und für die Spezialeffekte für den Saturn Award nominiert. Der Film und Sarah Polley wurden 1990 für den Young Artist Award nominiert. Der Film gewann 1990 den italienischen Filmpreis Nastro d’Argento des Sindacato Nazionale Giornalisti Cinematografici Italiani für die Kameraarbeit, für die Kostüme und für das Szenenbild.